# Xã West Nottingham, Quận Chester, Pennsylvania
Xã West Nottingham (tiếng Anh: West Nottingham Township) là một xã thuộc quận Chester, tiểu bang Pennsylvania, Hoa Kỳ. Năm 2010, dân số của xã này là 2.722 người.